# Mathieu Lorée
Pour les articles homonymes, voir Lorée.

a Compétitions nationales et continentales officielles uniquement.

b Matchs officiels uniquement.
Dernière mise à jour le 1 août 2024.
Mathieu Lorée, né le 18 juin 1987 à Cormeilles-en-Parisis, est un joueur français, international algérien, de rugby à XV qui évolue au poste de demi de mêlée.

## Biographie

### Carrière en club
Mathieu Lorée né le 18 juin 1987 à Cormeilles-en-Parisis dans le Val-d'Oise. Ses arrières grands-parents, pieds noirs, sons nés à Oran, en Algérie. Il découvre le rugby à l'ORC Argenteuil, puis intègre le centre de formation du Racing 92 à l'âge de seize ans.
En 2007, il est appelé par Pierre Berbizier au sein du groupe professionnel alors qu'il n'évolue qu'au niveau Reichel, il reste au sein de l'équipe première. Il reconnaît être un admirateur de Jean-Baptiste Élissalde et du Stade toulousain.
Il joue son premier match avec l'équipe première du Racing contre Aurillac.
Il est sacré champion de France de ProD2 en 2009 avec le Racing 92.
En juin 2012, il s'engage en faveur du SU Agen.Avant d'enchaîner ensuite à Grenoble en 2013.
En mai 2014, il signe pour deux ans au Lyon OU.
Il est sacré champion de France de ProD2 en 2016 avec le LOU.
Puis en juillet 2016, il signe pour une saison, plus une en option en faveur de l'USA Limoges.
En février 2017, il s’engage au Racing 92 jusqu’à la fin de la saison comme joker médical de Xavier Chauveau,.
En 2017, il signe pour deux saisons au Stade montois rugby.
En 2018, il signe au RC Massy.
En juin 2021, il prolonge d'une année supplémentaire avec le Valence Romans DR.
En juin 2022, il signe au Stade niçois rugby.

### Carrière internationale
Mathieu Lorée a honoré sa première cape internationale avec l'équipe d'Algérie le 20 octobre 2018, lors de la finale de la Rugby Africa Silver Cup contre l'équipe de Zambie, à Mufulira en Zambie. L'Algérie remporte la finale 31 à 0, ce qui lui permet d'accéder à la Rugby Africa Gold Cup l'année suivante.
Lors de cette rencontre il est titulaire, et inscrit son premier essai international.
Alors que l’équipe se prépare pour la Gold Cup, celle-ci est annulé en raison de la pandémie de Covid-19.
En juillet 2021, il est de nouveau appelé en sélection par le sélectionneur Boumedienne Allam, pour participer au premier tour de la Rugby Africa Cup à Kampala, en Ouganda, contre l'équipe du Ghana et de l'Ouganda. Le 14 juillet, il est titulaire lors de la défaite 22 à 20 contre le Ghana,, puis de nouveau, le 18 juillet, lors de la victoire face au pays hôte 16 à 22 et se qualifie pour le Top 8 africain.
Lors de ses deux rencontres, il inscrit deux pénalités et trois transformations.
Le 19 mars 2022, il est convoqué pour un test-match contre la Côte d'Ivoire, à Toulouse en France. Le XV aux deux Lions s'impose sur le score de 37 à 13.
Il est rappelé à l'intersaison 2022 par la sélection algérienne afin de disputer la phase finale de la Coupe d'Afrique, faisant office de tournoi qualificatif de la zone Afrique pour la Coupe du monde 2023.
Le 2 juillet 2022 contre le Sénégal, il est titulaire pour le premier match des phases finales de la Coupe d'Afrique, à Aix-en-Provence en France, victoire de l'Algérie 35 à 12.
Il est de nouveau titulaire, lors de la demi-finale contre le Kenya le 6 juillet 2022, défaite 36 à 33,.
Et le 10 juillet 2022 contre le Zimbabwe pour le match pour la 3e place, victoire 20 à 12.
Pour sa première participation à la Coupe d'Afrique, l'Algérie termine 3e,.

## Statistiques en équipe nationale
Mathieu Lorée compte 7 sélections en équipe d'Algérie depuis 2018, il a inscrit un essai, six pénalités et cinq transformations, trente-trois points.
- Sélections par année : 1 en 2018, 2 en 2021 et 4 en 2022.

## Palmarès

### En club
- Championnat de France de rugby à XV de 2e division :
  - Champion : 2009 avec le Racing Métro 92.
  - Champion : 2016 avec le Lyon OU.

### En sélection
- Algérie
  - Vainqueur de la Rugby Africa Silver Cup en 2018.